# Sara e Marti - Il film
Sara e Marti - Il film è un film del 2019 diretto da Emanuele Pisano.
Il film, basato sulla serie televisiva Sara e Marti, è uscito nelle sale italiane il 14 marzo 2019. Il 27 giugno è stato trasmesso in Prima TV su Disney Channel. Il 12 aprile 2020 viene trasmesso in prima mattina su Rai 2, per poi essere replicato su Rai Play.

## Trama
Sul finire dell'estate, Marti si ritrova impegnata con l'organizzazione di due feste mentre Sara deve accompagnare i fratelli Catalano a Modica ad un campo di orienteering. Durante un'escursione nel bosco Sara cade in un dirupo e viene salvata da Saro, un ragazzo bello e dolce che si prende cura del nonno malato e del fratellino Mimmo ma che è malvisto dagli altri ragazzi della città, in particolare dall'arrogante Luca, perché suo padre è un carcerato.
Luca, innamoratosi di Sara, inizia a corteggiarla, ma la ragazza lo respinge avvicinandosi invece sempre più a Saro. Luca, furioso per essere stato respinto, decide di vendicarsi conducendo la ragazza e la sorella Marti, arrivata anch'essa in Sicilia, nel bosco e abbandonandole lì e andando poi a distruggere il lavoro di tutto un anno della famiglia di Saro. Saro medita vendetta ma Sara lo convince a lasciar perdere la cosa studiando inoltre un metodo per far capire a tutti quanto sia buono Saro.